# Mathilda Twomey
Pour les articles homonymes, voir Twomey.
Mathilda Twomey est une avocate et universitaire seychelloise. Elle est la première femme juge de l'histoire des Seychelles et également la première femme à être nommée juge en chef de la Cour suprême des Seychelles.

## Biographie

### Enfance, éducation et débuts
Twomey naît Butler-Payette à Mahé, aux Seychelles. Elle est titulaire d'un diplôme en droit français de l'Université Paris-Sud, France et d'une licence ès arts en droit anglais et français qu'elle a obtient à l'Université de Kent, Canterbury, Royaume-Uni. Elle reçoit une admission au barreau du Middle Temple de Londres et en tant qu'avocate aux Seychelles en 1987. Elle est titulaire d'une maîtrise en droit public de l'Université nationale d'Irlande ; et en 2015, elle a son doctorat dans la même institution.

### Carrière
En 1987, Twomey commence sa carrière en tant que juriste en tant qu'avocate au Ocean Gate Law Centre. Elle travaille également au sein du cabinet du procureur général et comme avocate dans des cabinets privés. Elle est l'un des membres sélectionnés de la Commission constitutionnelle qui jouent un rôle déterminant dans la rédaction de la Constitution de la Troisième République entre 1992 et 1993. En 1996, elle travaille comme coordinatrice régionale pour Multiple Sclerosis Ireland, après avoir déménagé pour l'Irlande en 1995.
Le 13 avril 2011, elle devient la première femme juge aux Seychelles après avoir prêté serment en tant que juge non-résidente ; et le 18 août 2015, elle est également la première femme à être nommée juge en chef de la Cour suprême des Seychelles après avoir prêté serment à la State House de Victoria, succédant à Frederick Egonda-Ntende,. Son mandat de juge en chef a pris fin en septembre 2020.